# 하종
하종(夏宗, 564년 ~ ?년)은 신라의 제11대 풍월주 (풍월주 재위 : 588년~591년)이다. 하종의 출생과 행적에 대해서는 필사본 《화랑세기》에 기록되어 있으나, 기존의 사서 《삼국사기》, 《삼국유사》에는 솔지공(率支公)으로 기록되어 있다. 또한 필사본 화랑세기에 따르면, 하종은 미실과 제6대 풍월주 노리부(世宗) 사이에서 난 아들이다.
그리고 화랑세기는 하종의 출생과 관련하여 사다함과 미실의 사랑 이야기를 전하고 있다. 또한 화랑세기에 따르면, 미실과 사다함(5대 풍월주)은 서로 사랑하는 사이였다. 그러나 미실이 진흥왕의 생모 지소태후에 의해 지소태후와 이사부(태종, 苔宗) 사이에 태어난 아들인 세종과 결혼하게 되고, 사다함은 이 소식을 듣고 실망하여 〈청오가〉(靑烏歌)를 부르며 슬퍼하다가 죽었다.
이때 사다함은 미실의 꿈에 나타나 “나는 너와 부부가 되기를 원했으니 내가 너의 배를 빌어 아들을 낳아야겠다”라고 말하였다고 하며, 이후 미실은 하종을 낳았다.

## 가족 관계

### 선대(화랑세기)
- 조부 : 태종 이사부
- 조모 : 지소부인 김씨(只召夫人 金氏)
  - 아버지 : 제6대 풍월주 세종(世宗)
- 외조부 : 제2대 풍월주 미진부(未珍夫)
- 외조모 : 묘도부인(妙道夫人)
  - 어머니 : 미실궁주 김씨(美室宮主 金氏)
    - 동생 : 옥종(玉宗) - 진흥왕의 마복자

### 선대(삼국유사,삼국사기)
- 조부: 구형왕(仇衡王)
- 어머니: 계화부인(桂花夫人)
  - 아버지: 세종(世宗), 사다함
    - 딸 : 영모부인(令毛夫人) 김유신의 정실 부인
    - 사위 : 김유신(金庾信)
      - 외손 : 김삼광(金三光)
      - 외손 : 진광부인 - 김흠돌(金欽突)에게 출가
      - 외손 : 신광부인 - 문무왕(文武王)의 후궁
      - 외손 : 작광부인 - 보로전군(寶路殿君)에게 출가
      - 외손 : 영광부인 - 조카 반굴(盤屈)에게 출가

### 부인과 후손
- 부인 : 은륜공주 김씨(銀輪公主 金氏) - 진흥왕과 사도왕후의 딸
  - 아들 : 효종(孝宗)
    - 손녀 : 효월(孝月) - 천관공(天官公)의 첩

  - 딸 : 하희(夏姬)
  - 사위 : 염장공(廉長公)
  - 딸 : 월희(月姬)
- 부인 : 미모낭주 설씨(美毛娘主 薛氏) - 설원공의 딸
  - 아들 : 모종(毛宗)
  - 며느리 : 양명공주
    - 손자 : 제 22대 풍월주 양도공(良圖公)

  - 딸 : 유모낭주(柔毛娘主)
  - 사위 : 호림공(虎林公)
    - 외손 : 자장법사(慈藏法師)

  - 딸 : 영모부인(令毛夫人) 김유신 정실 아내
  - 사위 : 김유신(金庾信)
    - 외손 : 김삼광(金三光)

## 관련 작품

### 드라마
- 《선덕여왕》(MBC, 2009년, 배우:김정현)

| 전임 미생 | 제11대 풍월주 588년 - 591년 | 후임 보리공 |